# Raymond Winter
Pour les articles homonymes, voir Winter.
Raymond Winter, né le 19 février 1923 à Strasbourg et mort fusillé le 14 juin 1944 à Saint-Flour, dans le Cantal est un Juif français résistant, victime de la Shoah en France.

## Biographie
Raymond Winter est né le 19 février 1923 à Strasbourg,. Il est le fils de Camille Winter et de Yvonne Judith Winter. Camille Winter est né le 5 mai 1883 à Gœrsdorf en Alsace et est mort le 1er novembre 1970 à Strasbourg. Yvonne Judith Winter (née Meyer) est née le 15 août 1898 à Sarre-Union en Alsace et est morte le 20 décembre 1946 à Strasbourg.
Raymond Winter a une sœur, Colette Meyer-Moog, née le 19 août 1926, à Strasbourg et morte en juillet 2016 à Jérusalem en Israël.

### Seconde Guerre mondiale

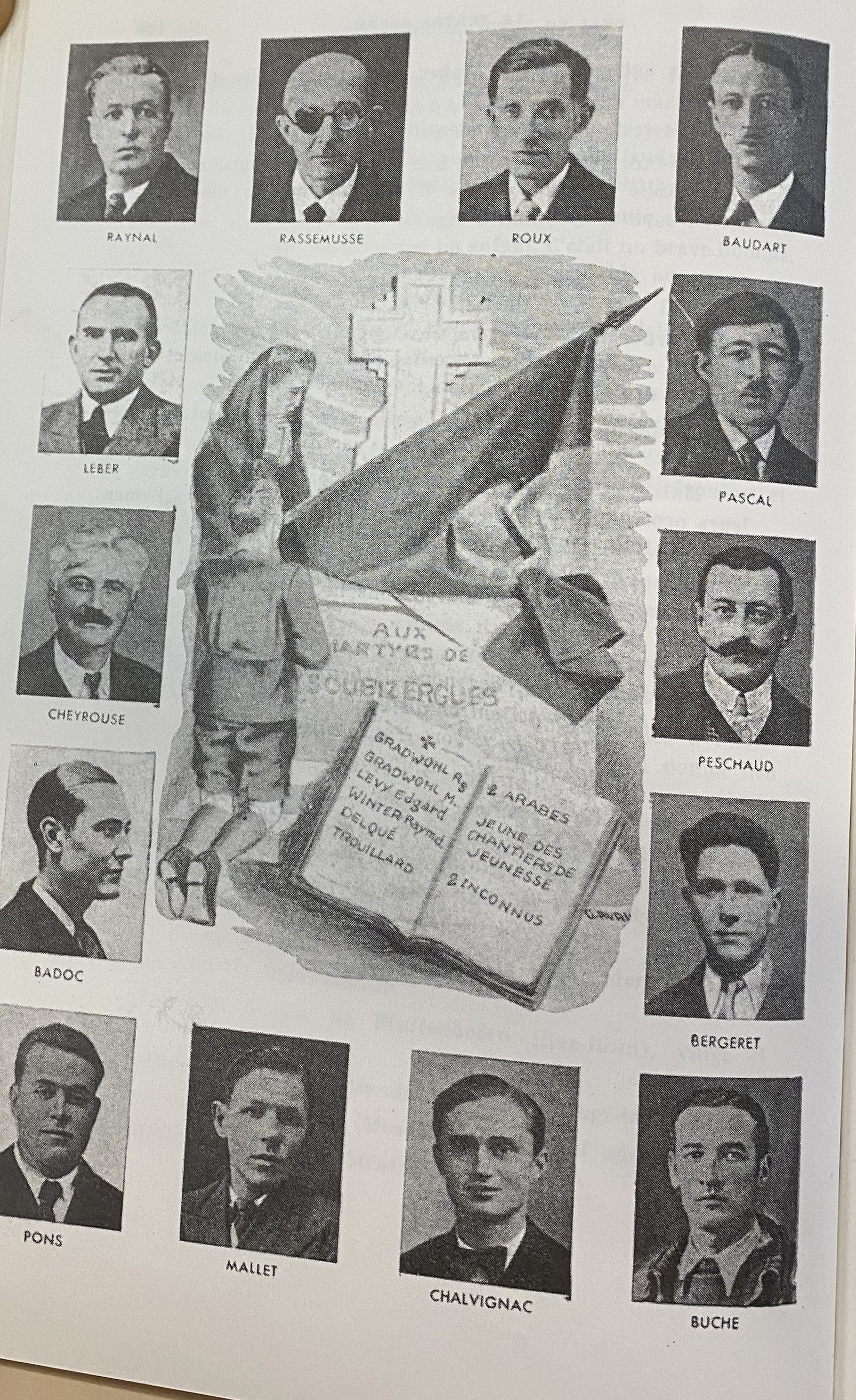
Portraits des victimes de Soubizergues.

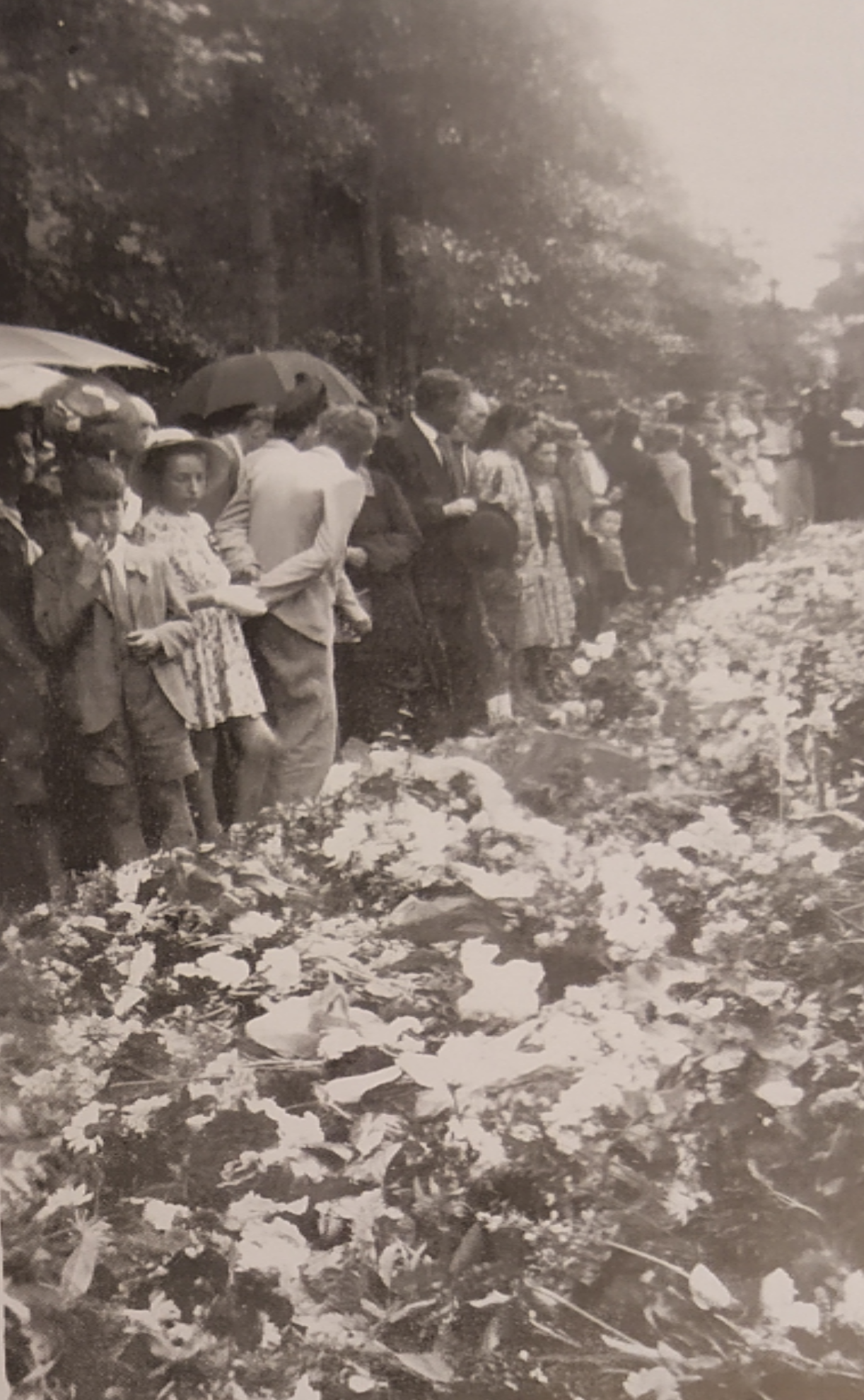
Première cérémonie, le 27 août 1944 en présence de 8000 personnes.

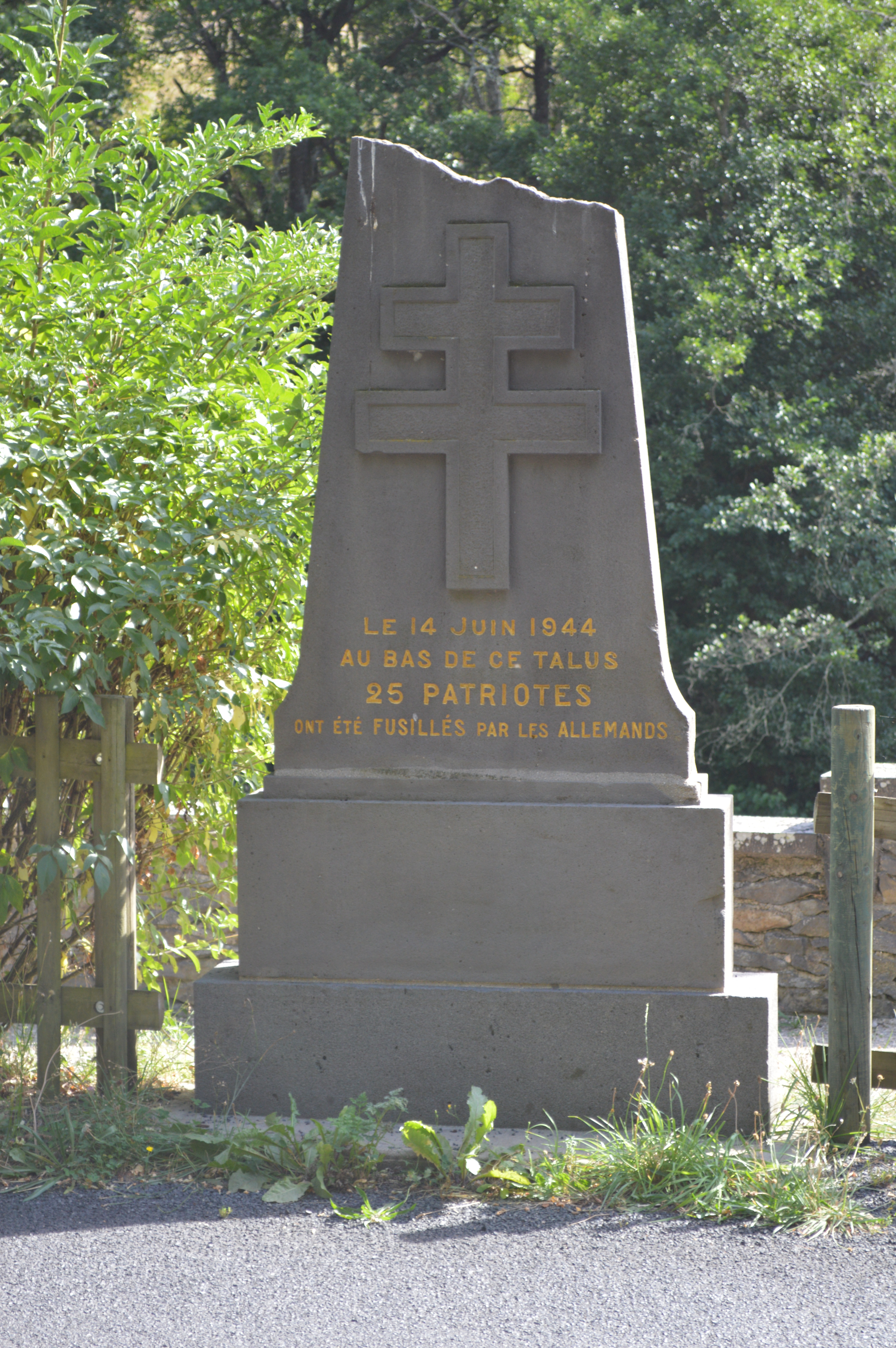
Monument aux fusillés de Soubizergues.

Avec l’annonce du débarquement, le 6 juin 1944, les membres de la « Sixième », branche clandestine des Éclaireurs Israélites de France, reçoivent l’ordre de rejoindre un maquis, Raymond Winter.
, Edgard Lévy, Marcel Gradwohl  et Roger Gradwohl, les deux cousins de Raymond Winter, se retrouvent à Saint-Flour dans le Cantal.
Dès 1942, Edgard Lévy participe à la « Sixième ». Son principal secteur d’activité est Limoges (Haute-Vienne). Il est au service des faux papiers. Il a comme responsable Raymond Winter, Josué Lifshitz dit Champagnac, et le rabbin Abraham Deutsch. Il est également chargé avec les frères Gradwohl et Raymond Winter de trouver des lieux sûrs pour celles et ceux qui risquaient la déportation et la mort.
Avant leur arrestation du 10 juin 1944, Raymond Winter, Edgard Lévy, Marcel Gradwohl et Roger Gradwohl passent la nuit chez Alice Ferrières, professeur de mathématiques au collège de jeunes filles de Murat. Elle est la première Française à recevoir, en 1964, la médaille des Justes parmi les nations. Résistante aux côtés de son beau frère Jean Cavaillès, elle aide des réfugiés et des enfants, adolescents « Juifs » à se cacher dans les collèges de la ville ou dans des familles paysannes des environs.
Le 10 juin 1944 les allemands raflent des habitants de Saint-Flour ainsi que Raymond Winter, Edgard Lévy, et les frères Gradwohl.
Le 12 juin 1944 un accrochage a lieu entre FFI et soldats allemands non loin de là, à Murat. Le chef de la Gestapo, Hugo Geissler est tué par des résistants. La répression est terrible. Sur cinquante-trois habitants civils détenus, les allemands choisisent vingt-cinq civils à exécuter en représailles, dont Edgar Lévy, Marcel et Roger Gradwohl, ainsi que Raymond Winter désignés parce que juifs.

Détenus à l’Hôtel Le Terminus à Saint-Flour, ils sont fusillés à six heures du matin le 14 juin 1944, par la Gestapo à Soubizergues, dans la commune de Saint-Georges (Cantal),.

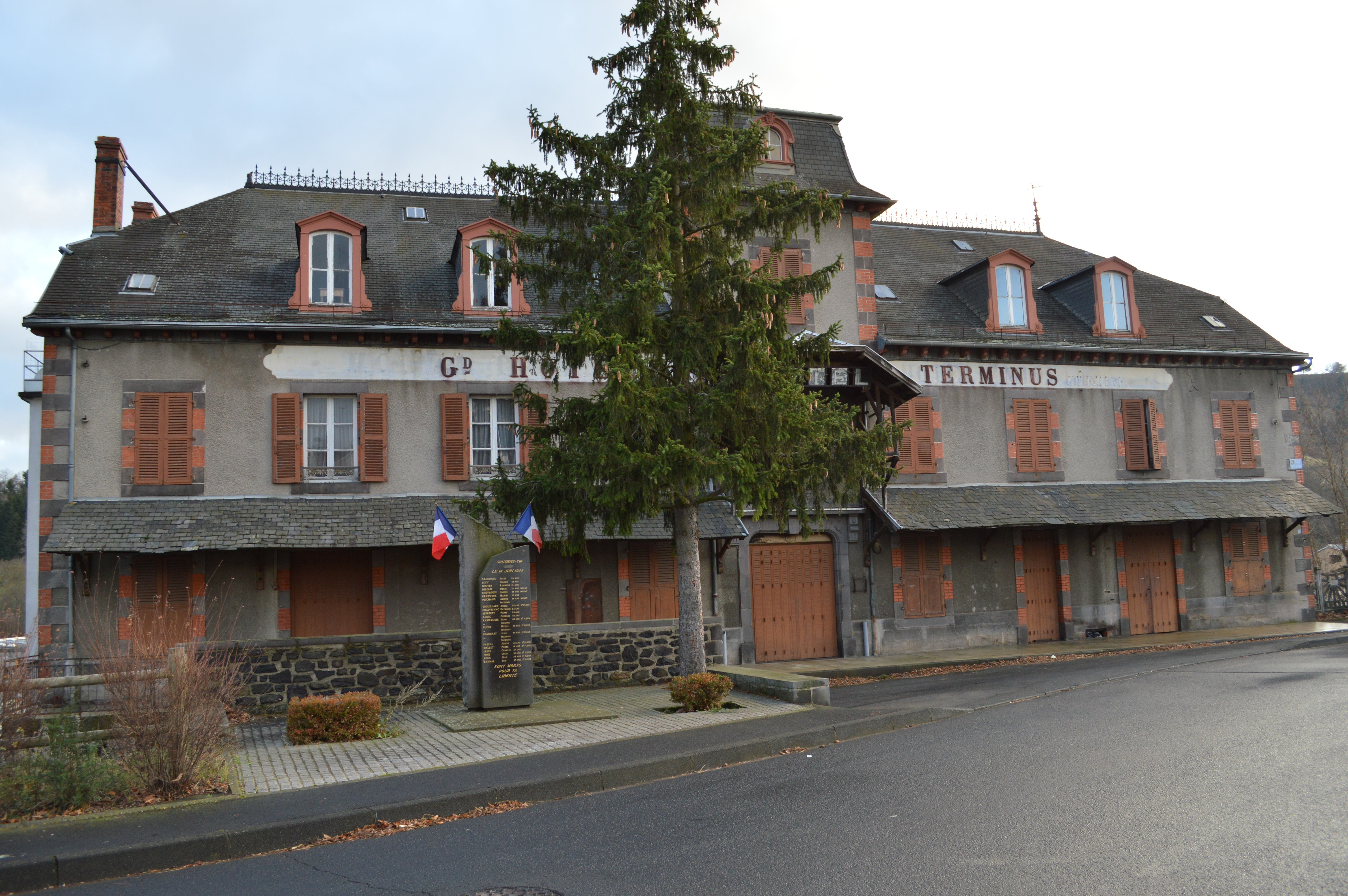
Hotel Terminus à Saint-Flour, siège de la Gestapo durant l'occupation.